# Peter IV. von Rosenberg

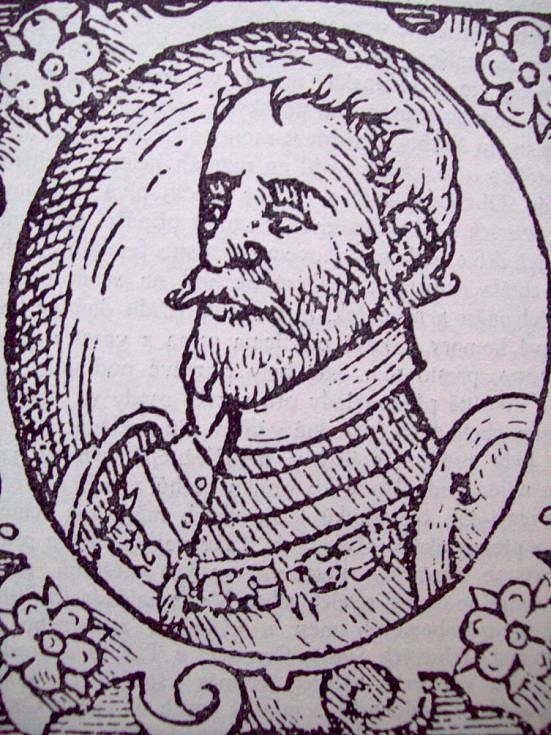
Peter IV.

Peter IV. von Rosenberg (tschechisch Petr IV. z Rožmberka; * 17. Januar 1462; † 9. Oktober 1523) war Landeshauptmann von Böhmen und 1493–1523 Regent des Hauses Rosenberg.

## Leben
Seine Eltern waren Johann II. von Rosenberg und Anna († 1483), Tochter des Herzogs Heinrich IX. von Glogau. Von 1477 bis 1478 studierte Peter in Begleitung seines Präzeptors an der Universität Bologna. Es handelte sich vermutlich um ein Grundstudium, mit dem er keinen akademischen Grad erwarb. Sein älterer Bruder Wok II. von Rosenberg hielt sich während dieser Zeit auf dem Hof des bayerischen Herzogs Ludwig IX. von Bayern-Landshut auf und übernahm 1479 die Regentschaft des Hauses Rosenberg. Für die Dauer der Abwesenheit seines Bruders Wok, der 1490 an der Krönung des Königs Vladislav II. in Székesfehérvár in Ungarn teilnahm, wurde Peter vertretungsweise das Amt des böhmischen Landeshauptmanns übertragen, das Wok innehatte.
Nachdem Wok am 4. Dezember 1493 aus gesundheitlichen Gründen auf die Regentschaft freiwillig verzichtete, folgte ihm Peter in der Regierung. Kurze Zeit später ernannte ihn König Vladislav in der Nachfolge Woks zum Landeshauptmann und gleichzeitig für die Dauer seiner Abwesenheit zum Statthalter Böhmens. 1497–1501 konnte Peter im Böhmischen Landtag ein Landesgesetz durchsetzen, mit dem die privilegierte Stellung der Rosenberger vor allen anderen böhmischen Adeligen und vor den Mitgliedern der Landesregierung anerkannt wurde. Das Gesetz wurde 1501 von den höchsten königlichen Beamten Heinrich IV. von Neuhaus, Johann von Schellenberg (Jan ze Šelenberka), Půta Švihovský von Riesenburg (Půta Švihovský z Rýzmberka), Wilhelm II. von Pernstein, Jan von Janowitz sowie dem König Vladislav II. unterzeichnet. Mit dem Gesetz sollte die Ehre und der Ruhm der Rosenberger bekräftigt werden. Es bezog sich auf ein Dokument von 1341, in dem König Johann von Luxemburg die höchste Stellung der Rosenberger unter dem böhmischen Adeligen bestätigt haben soll. Sie stellte sich jedoch später als eine Fälschung der rosenbergischen Kanzlei heraus.
1499 resignierte Peter auf das Amt des Landeshauptmanns und des Statthalters. Da sich Vladislav II. als König von Ungarn häufig außerhalb Böhmens aufhielt, war die Statthalterei Peters für ihn mit hohen finanziellen Belastungen verbunden. Er verfolgte nun die wirtschaftliche und kulturelle Entwicklung seines Dominiums und konnte so die Macht der Rosenberger auf der Grundlage des Landesgesetzes von 1501 festigen. Während seiner Herrschaft wurden die spätgotische Marienkirche in Kalsching und in Unterhaid die Pfarrkirche St. Ädigius errichtet. 1503–1513 wurde das Krumauer Schloss, in dem er residierte, nach Plänen des Baumeisters Ulrich Pesnitzer aus Burghausen im Stil der Spätgotik umgebaut. Ulrich Pesnitzer soll durch den bayerischen Herzog Wilhelm IV. vermittelt worden sein.
Der von seinem Bruder Wok II. begonnene Aufbau des Wittingauer Teichsystems wurde von Peter fortgesetzt. Unter der Leitung von Štěpan Netolický († Mai 1538) und Fischmeister Václav Bernešek wurden weitere Fischteiche sowie der künstliche Kanal Zlatá stoka (Goldbach) angelegt. Zudem erweiterte Peter seine wirtschaftliche Tätigkeit um den Bergbau. Am 5. Dezember 1513 erhielt er die Schürfrechte für den Abbau von Edelmetallen wie Gold und Silber. Gleichzeitig wurde er von der Fördersteuer befreit und durfte mit den Metallen frei handeln.
Da er selbst keine Nachkommen hatte, sollte das Vermögen testamentarisch unter seine Neffen, die Söhne Woks II. von Rosenberg, aufgeteilt werden. Allerdings verschlimmerte sich nach Woks II. Tod 1505 das Verhältnis zwischen dessen Söhnen und ihrem Onkel Peter. Da das rosenbergische Vermögen entsprechend einem Eintrag in der Landtafel aus dem Jahr 1493 unteilbar war, bat Peter König Ludwig um die Erlaubnis, das Vermögen frei aufteilen zu dürfen. Diesem Antrag wurde am 13. Januar 1519 entsprochen. Erst in der Neuzeit stellte sich die angebliche Verfügung über Unteilbarkeit des rosenbergischen Dominiums als ein Falsifikat aus der Kanzlei Ulrichs II. von Rosenberg heraus. Der Landtafel-Eintrag aus dem Jahre 1493 basierte auf einer nicht existenten Bestätigung des Kaisers Karl IV., die dieser 1360 ausgestellt haben soll.
Nach der königlichen Genehmigung zur Teilung der Besitzungen trat Peter in Verhandlungen mit seinen Neffen, wobei er Johann favorisierte. Da dieser dem geistlichen Stand angehörte, war er als Regent des Hauses Rosenberg wenig geeignet, so dass dessen Brüder Jost, Peter und Heinrich gegen die Entscheidung protestierten. Sie schlugen ihren jüngsten Bruder Heinrich als Nachfolger Peters vor.
Einen kleineren Teil der Besitzungen übergab Peter noch zu Lebzeiten den Neffen Heinrich, Jost und Peter. Es waren Wittingau, Chaußnik, Sobieslau, Miličín und Příběnice. Den größeren Teil behielt Peter zunächst für sich und vererbte ihn testamentarisch an den ältesten Neffen Johann, den er auch zum Nachfolger in der Regentschaft bestimmte. Die Johann zugedachten Besitzungen waren: Krumau, Prachatitz, Husinec, Sablath, Gratzen, Helfenburg, Rosenberg, Burg Wittinghausen und Haslach. Weitere Besitzungen erhielt er mit der Maßgabe, diese kirchlichen Institutionen zu übereignen.
Da Johann dem Priesterstand angehörte und deshalb keine legitimen Nachfolger haben konnte, verfügte Peter IV. in seinem 1521 errichteten Testament die Übergabe des Gerichtes Ottau an das Kloster Ostrov, des Gerichtes Tweras (Svéraz) an das Kloster Strahov sowie Rückgabe der Güter des Klosters Goldenkron an dieses. Für die bereits an seinen Neffen Johann abgetretenen Herrschaften war testamentarisch lediglich ein lebenslanges Besitzrecht vorgesehen. Nach Johanns Tod sollte dessen Nachlass an fremde Adlige kommen. Zum Erben der Herrschaft und der Stadt Krumau mit den Bergwerken, der Stadt Prachatitz mit Zablat und Hussinetz sowie des Patronats über das Kloster Goldenkron wurde darin Zdeniek Lev von Rosental auf Blatna eingesetzt. Die Herrschaft Gratzen und das Patronat über das Kloster Hohenfurth wurden Christoph von Schwanberg auf Worlik, die Herrschaft Helfenburg an Johann von Schwanberg auf Bor, die Herrschaften Rosenberg und Wittinghausen Peter Holitzky von Sternberg auf Lštění und der Markt Haslach sowie Hans von Hardegg auf Glatz zugesprochen. Lediglich der übrige Besitz sollte seinen Blutsverwandten verbleiben. Mit diesem Testament wurde der sogenannte „Rosenberger Erbstreit“ ausgelöst, und erst 1525 wurde Peters Testament in die Landtafel eingetragen. Vollzogen wurde das Testament dennoch nicht. Heinrich von Rosenberg ließ 1526 die drei Landboten mit den Gewährsbriefen zur Übergabe der Herrschaft Gratzen an Christoph von Schwanberg auf seinem Schloss Krumau einkerkern, die Briefe samt Siegeln aufessen und sie schließlich mit Hunden aus dem Schloss vertreiben. Sein Bruder Johann verglich sich schließlich mit den testamentarisch eingesetzten Erben und beendete den Erbstreit.
Peter von Rosenberg starb am 0. Oktober 1523 und wurde in der Familiengruft in der Klosterkirche Hohenfurth bestattet.

## Ehefrau
Durch Vermittlung des Oberstlandmarschalls Wilhelm II. von Pernstein vermählte sich Peter 1483 mit Elisabeth von Krawarn (Alžběta z Kravař; † 1500). Sie war eine Tochter des Georg von Krawarn und Strassnitz († 1466; Jiří z Kravař a ze Strážnice) und in erster Ehe mit Bertold/Pertold von Leipa († 1482) verheiratet gewesen. Da Peter und Elisabeth im vierten Grad miteinander verwandt waren, wurde am 9. Juli 1483 durch Papst Sixtus IV. die erforderliche Dispens erteilt und am 30. Juli d. J. der Heiratsvertrag abgeschlossen. In ihm verpflichtete sich Peter, seine künftige Frau in der Ausübung ihres utraquistischen Glaubens nicht zu behindern. Elisabeth brachte die mährische Herrschaft Strážnice mit in die Ehe, die Peter nach ihrem Tod an die Herren von Žerotín verkaufte.